# Filippo Cammarano
Filippo Cammarano, né le 16 août 1764 à Palerme et mort le 19 décembre 1842 à Naples, est un auteur dramatique napolitain, de langues italienne et napolitaine. Il a écrit plus d'une centaine de pièces de théâtre et sonnets et introduit la comédie italienne moderne dans le royaume de Naples.

## Biographie
Filippo Cammarano est né à Palerme en 1764, fils du fameux acteur Giancola Cammarano qui a interprété le rôle de Polichinelle pendant plus de trente ans au théâtre San Carlino de Naples .
Quando Filippo était petit, ses parents Giancola Cammarano et Caterina Sapuppo déménagent à Naples, où Filippo apprend l'art du théâtre dans la compagnie paternelle. Il mène donc une fructueuse carrière d'artiste, d'abord au théâtre Fenice puis au San Carlino. À sa carrière d'acteur, Filippo associe une abondante activité d'écrivain. Il écrit plus d'une centaine d’œuvres, parmi lesquelles de nombreuses pièces et des poésies.
Il adapte tout d'abord Annella tavernara di Porta Capuana de Gennaro D'Avino, une pièce à succès de 1747 et ensuite certains travaux de Carlo Goldoni. Cette œuvre d'adaptation lui permet d'introduire dans le royaume de Naples une forme de comédie cultivée, où le dynamisme de la commedia dell'arte et le jeu des masques est associé à la comédie d’intrigue et où l'auteur recherche un certain réalisme dans la représentation des comportements. Les travaux de Cammarano mettent en scène des personnages du monde napolitain, mais avec une psychologie plus complexe de celle qu'on trouve dans le théâtre grotesque de l'époque. En plus d'adapter certaines œuvres de Goldoni à la dynamique et aux personnages napolitains, Cammarano introduit dans ses œuvres des intrigues empruntées aux Mille et Une Nuits ou même inspirées des épisodes contemporains, comme par exemple le brigandage .
Il épouse la célèbre chanteuse Rosalia Vitellaro, avec qui il a neuf enfants, dont beaucoup se sont consacrés au spectacle. Ainsi ses filles Clementina, Vincenzina et Rosalinda, qui à son tour épouse l'acteur Raffaele Negri, avec qui elle a Adelaide Negri, fameuse primadonna de la fin du XIXe siècle. Enfin, il se retire de la scène en 1832, pendant que  Ferdinand II de Bourbon lui accorde une pension de 30 ducats. Il le remercie avec un poème : Vierze strambe e bisbetece.